# Боярські книги
Боярські книги (рос. Боярские книги) — обліковий документ для вищого прошарку російського дворянства.
Книги, що складалися в Розрядному наказі. У Боярські книги заносився список імен згідно чинів у наступному порядку: боярин, окольничий, кравчий зі шляхом, кравчі, скарбники, думні генерали, думні дворяни, постільничий, печатники, стряпчі з ключем, думний дяк, дяки Наказу таємних справ, московський ловчий, укладничий, ясельничий, кімнатні стольники, стольник, стольники в генералах, полковники, стольники государинь, патріарші стольники, стряпчі з вбранням, стряпчі в полковників, підполковники, московські дворяни, дворяни в полковників, дворяни цариць, іноземці, поляки прийнявші православ'я та новохрещені татари, дяки за наказами, шатерничі, дворяни міст.
У цих осіб вказувалися: оклади помісні та грошові, всі зміни, що відбувалися в їх службовій діяльності з короткими біографічними нотатками (підвищення в чині, надбавка окладу, відставка, полон, хвороба, смерть, опала, постриг у монастир та інше).
Боярські книги розкривають повноту службової діяльності, повідомляють біографічні відомості, розкривають устрій придворної служби. Як офіційні документи вони мають важливе значення при визначенні походження давніх родів (стовпове дворянство) і при доказуванні дворянського походження, служб предків. Боярські книги займають найважливіше значення у шерегу історичних джерел.

## Час укладання
Час формування Боярських книг невідомий, але ґрунтуючись на історичних даних, можна віднести їх до царювання Івана III. Швидке розширення Московського князівства, за рахунок приєднання удільних князівств і переходу їх на службу до великого князя, збільшення числа військових конфліктів, шлюб Івана III з грецькою царівною та введення візантійських звичаїв, все це вимагало значного збільшення числа чинів й посад. Таке збільшення вимагало розмежування службових відносин та обов'язків, а особливо системи помісних окладів і суперечки по місництву, змушували московський уряд постійно мати на увазі всіх служачих осіб і стежити за їх службовою діяльністю. Тому були заведені особливі списки, що отримали назву Боярських книг.
Час укладання Боярських книг підтверджено і тим, що найдавніша з них подарована Шереметєвою Марією Петрівною Вільним російським зборам і відноситься до 1462 р..

## Збережені книги
Всього відомо 12 книг від 1627 р. до 1692 р., з додатком останнього тому до 1715 року. Ці знаходяться в Російському державному архіві давніх актів у м. Москві. Найдавніші книги втрачені у добу Смутного часу; тільки дві з них 1573 і 1611 років, вціліли від винищення і були відомі, але також і вони загинули під час пожежі в Москві в 1812 році.
До XXI століття вціліли Боярські книги за роки: 1627, 1629, 1636, 1640, 1658, 1668, 1676 (дві книги), 1677, 1686, 1692 (дві книги). Ці книги містять відомості також за проміжні роки. Всього в цих книгах до 8000 сторінок. Книги 1668 і 1677 років скріплені підписом дяків, інші цього скріплення не мають.